# Aziza Mustafa Zadeh
Aziza Mustafa Zadeh (azerbajdzjanska: Əzizə Vaqif qızı Mustafazadə: Äzizä Vaqif qızı Mustafazadä), född 19 december 1969 i Baku, är en azerisk sångare, pianist och kompositör, baserad i Tyskland, som spelar en blandning av jazz och mugam (azerisk traditionell improvisationsmusik) med influenser av klassisk musik.
Hennes far, Vagif Mustafa Zadeh, var en framgångsrik musiker och kompositör och var även grundaren av musikgenren mugam-jazz vilken Aziza huvudsakligen spelar.

## Diskografi
- Aziza Mustafa Zadeh (1991)
- Always (1993)
- Dance of Fire (1995)
- Seventh Truth (1996)
- Jazziza (1997)
- Inspiration - Colors & Reflections (2000)
- Shamans (2002)
- Contrasts (2006)
- Contrasts II (2007)